# 扎斯塔夫納區

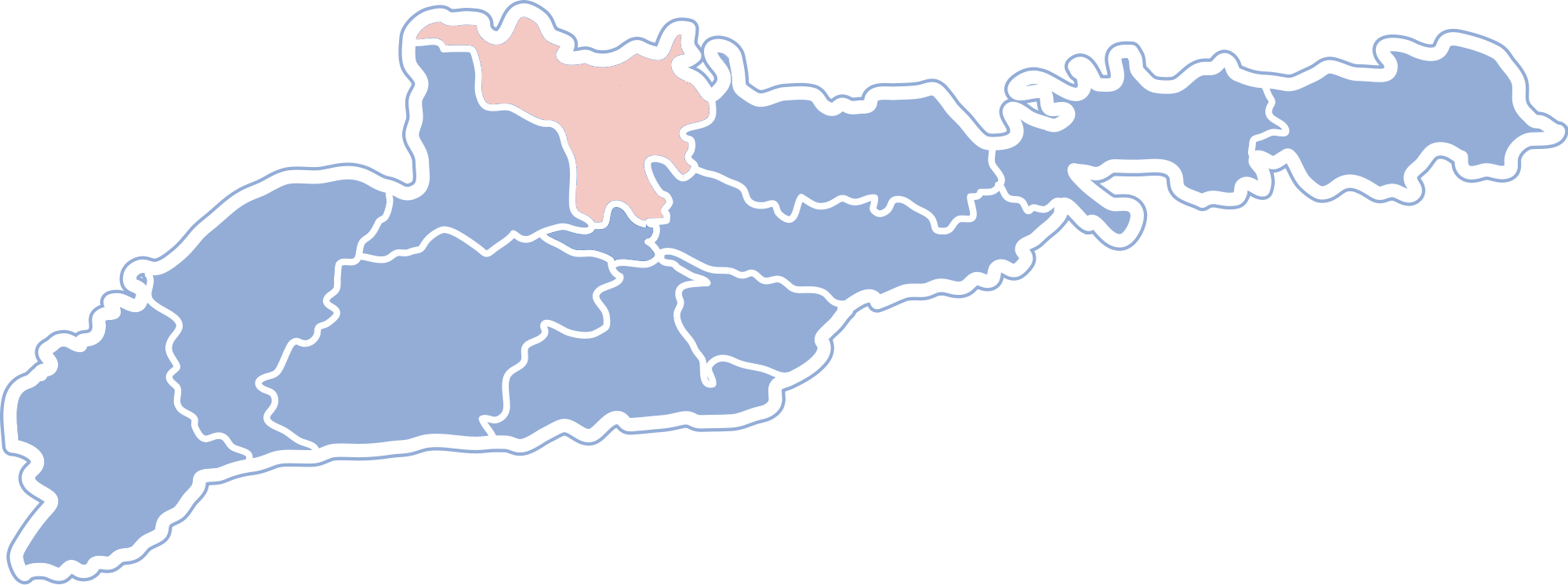

48°31′21″N 25°50′40″E / 48.52250°N 25.84444°E
扎斯塔夫納區（烏克蘭語：Заставнівський район）是位於烏克蘭西部切爾諾夫策州的舊區，首府設於扎斯塔夫納，並於2020年被撤銷。該區面積619平方公里，2015年人口50,194，人口密度每平方公里81.09人。